# Synagoga w Medyce
Synagoga w Medyce – synagoga znajdująca się w Medyce.
Synagoga została zbudowana na początku XX wieku. Podczas II wojny światowej zdewastowana przez hitlerowców. Po zakończeniu wojny użytkowana jako magazyn, od niedawna stoi opuszczona.
Murowany z cegły budynek synagogi został wzniesiony na planie prostokąta. W oknach elewacji wschodniej zachowały się kraty z motywem Gwiazdy Dawida. Od zewnątrz na środku ściany wschodniej znajduje się niewielki występ, osłaniający wnękę na Aron ha-kodesz. Zachował się również dach mansardowy, budynek był nieotynkowany.

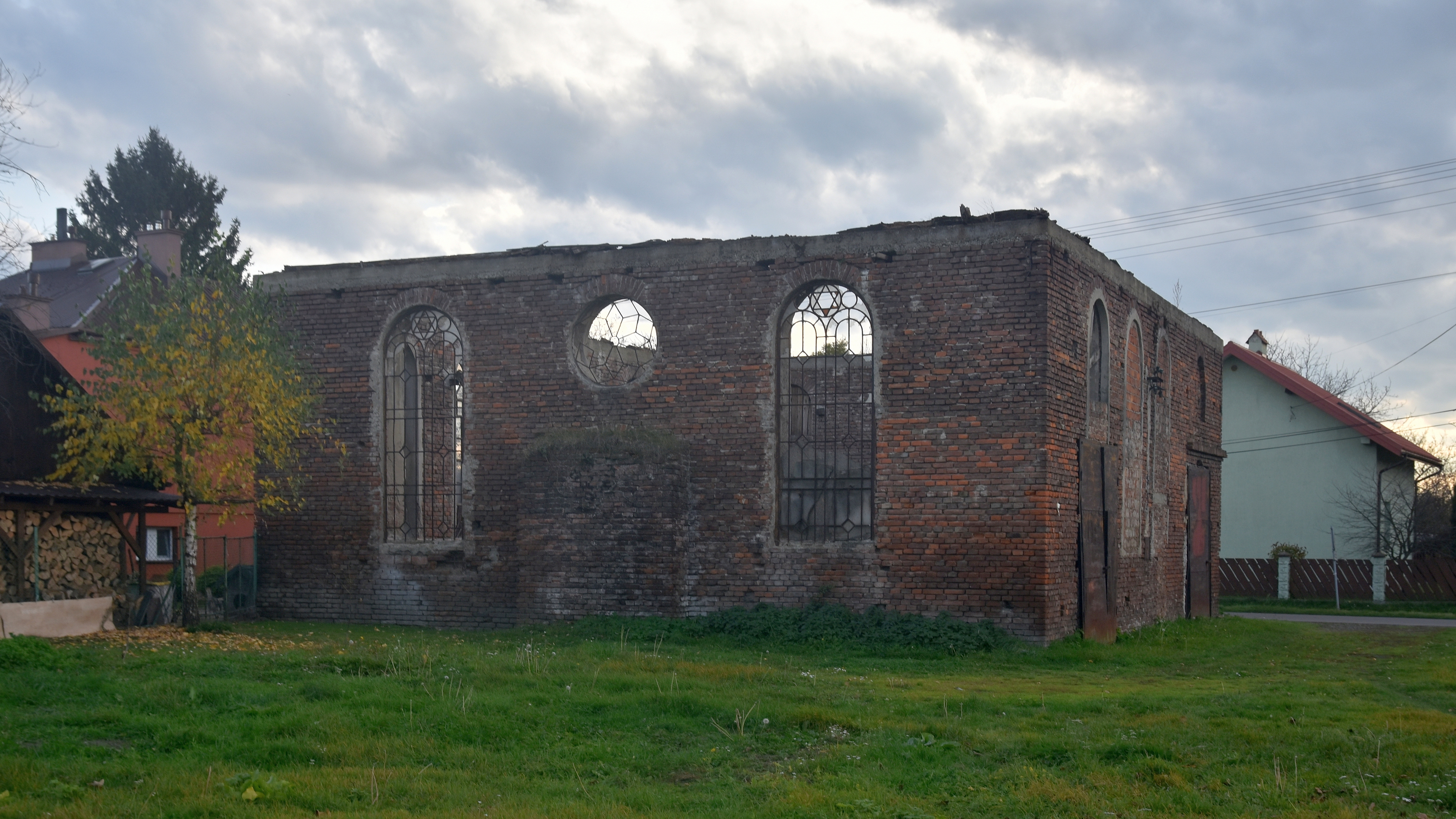
Elewacja boczna
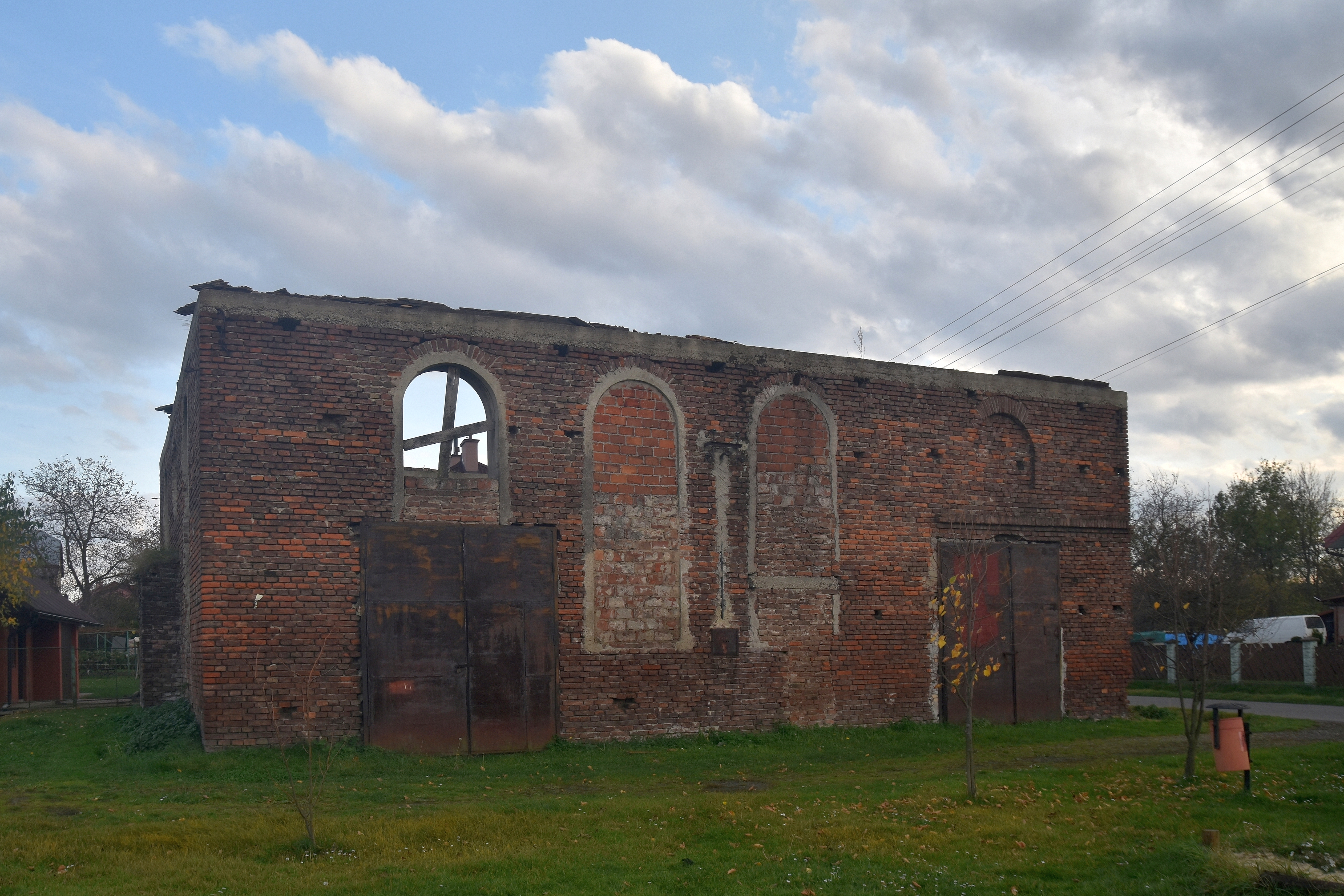
Elewacja boczna
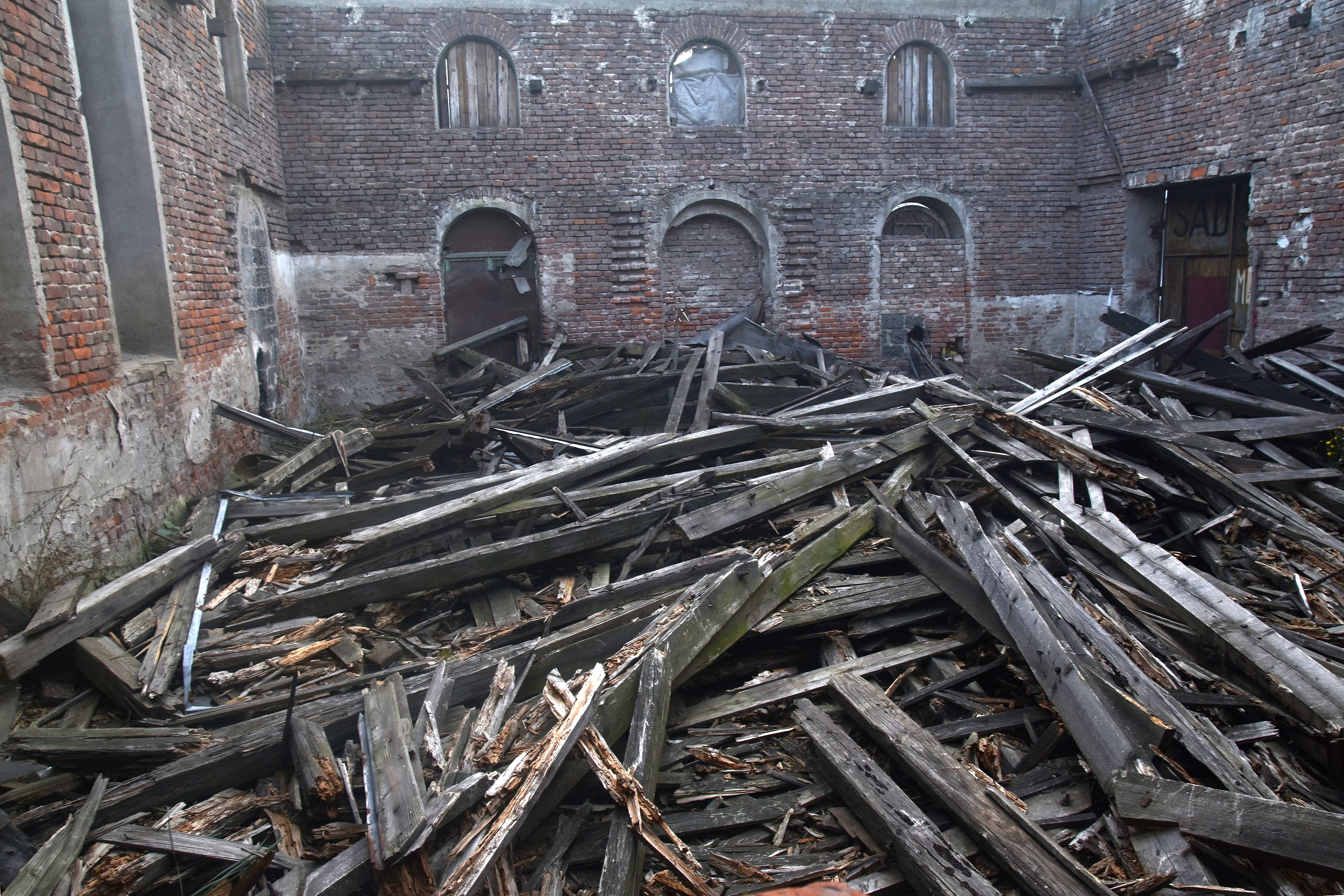
Wnętrze